# 17058 Рокнрол
17058 Рокнрол (17058 Rocknroll) — астероїд головного поясу, відкритий 13 квітня 1999 року.
Тіссеранів параметр щодо Юпітера — 3,376.
Названо на честь танцю Рок-н-рол